# Przemytnicy
Przemytnicy – polski film sensacyjny z 1984 roku na motywach powieści Kochanek Wielkiej Niedźwiedzicy Sergiusza Piaseckiego.
Lokacje: Nieżychowo, okolice Trzebonia, Barczewo.

## Obsada aktorska
- Joachim Lamża – Władek Piasecki
- Janusz Gajos – Józef Trofida
- Bożena Dykiel – Bombina, współpracownica Trofidy w Rumunii
- Katarzyna Litwin – Fela Trofidzianka, siostra Józefa
- Renata Kretówna – Esterka
- Artur Barciś – „Szczur”, członek grupy Trofidy
- Henryk Bista – stary Alińczuk
- Aleksander Kalinowski – Alfred Alińczuk, narzeczony Feli
- Czesław Nogacki – „Lord”, członek grupy Trofidy
- Ludwik Pak – akordeonista Antoni
- Bogusz Bilewski – „Żywica”
- Ryszard Dembiński – Max
- Jan Piechociński – Julek „Wariant”, członek grupy Trofidy
- Jan Purzycki – „Kometa”, członek grupy Trofidy
- Stefan Paska – Alińczuk
- Jerzy Moes – przemytnik

## Fabuła
Lata 20., pogranicze południowo-wschodnie. Z więzienia wychodzi Józef Trofida. Na wolności czeka na niego kolega z celi – Władek Piasecki. Po hucznym powitaniu, Józek zapoznaje się z nową sytuacją. Okazuje się, że utracił wysoką pozycję w przemytniczym półświatku na rzecz klanu Alińczuków. W tym samym czasie trwają przygotowania do zaręczyn siostry Józka, Feli z Alfredem Alińczukiem, na który Józek się nie zgadza. Wkrótce razem z Władkiem tworzy własną grupę przemytniczą, ale dwie pierwsze wyprawy kończą się fiaskiem. Za trzecim razem, kiedy przemycają kokainę odnoszą sukces. Ale następna wyprawa – wydana przez starego Alińczuka – kończy się śmiercią Józka. Władek planuje zemstę.